# یواس‌اس دلفینوس (ای‌اف-۲۴)
یواس‌اس دلفینوس (ای‌اف-۲۴) (به انگلیسی: USS Delphinus (AF-24)) یک کشتی بود که طول آن ۳۲۸ فوت (۱۰۰ متر) بود. این کشتی در سال ۱۹۱۵ ساخته شد.